# Fuzileiro

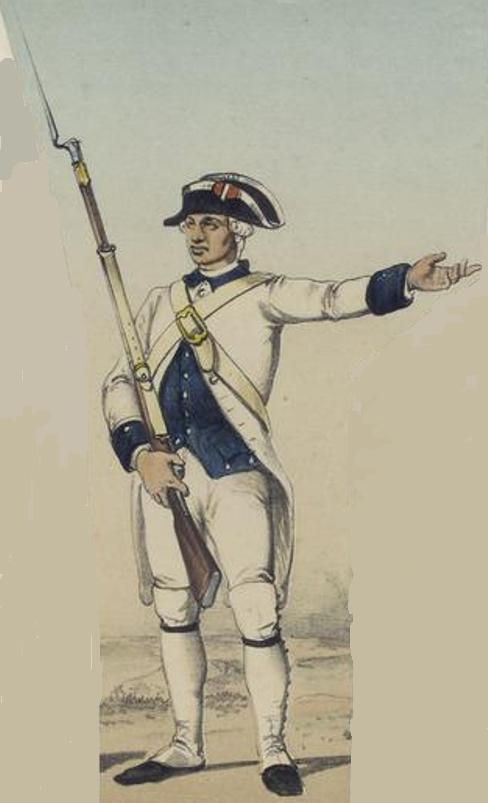
Fuzileiro do Regimento das Astúrias, em 1780.

Originalmente, fuzileiro era um soldado armado com espingarda de pederneira. O termo foi introduzido no século XVII e deriva da palavra "fuzil". Esta designava, originalmente, a peça móvel de aço onde percutia a pederneira de uma espingarda, passando mais tarde, por extensão, a ser usada para designar a própria espingarda.
Na maioria dos exércitos do séculos XVIII e XIX, os fuzileiros constituíam os soldados comuns não especializados, que formavam as companhias do centro de cada regimento de infantaria de linha. Os fuzileiros combatiam em formação cerrada, efetuando sucessivas descargas de fuzilaria até à carga final à baioneta. Por oposição, os granadeiros, os caçadores e os atiradores eram soldados especialistas de elite, que constituíam as companhias de flanco dos regimentos, combatendo geralmente em formação aberta.
Os fuzileiros desapareceram no final do século XIX, com a caída em desuso das táticas de formação cerrada. Contudo, o uso do termo "fuzileiro" manteve-se, em algumas forças armadas, para designar os soldados de infantaria. Hoje em dia, nos países de língua portuguesa, é especialmente usado para designar os soldados de infantaria naval.

## História

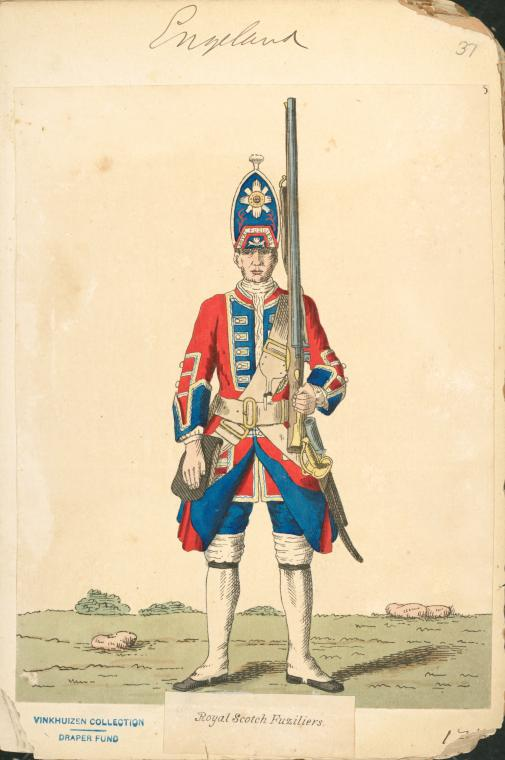
Soldado dos Fuzileiros Reais Escoceses, em 1742.

O aparecimento dos fuzileiros está diretamente ligado ao desenvolvimento das armas de fogo de pederneira e da baioneta. O fecho de pederneira foi desenvolvido a partir de meados do século XVI, sendo aplicado a vários tipos de armas ligeiras, inclusive aos mosquetes. Este tipo de fecho consistia num mecanismo no qual um cão com uma pedra de sílex na ponta (pederneira) percutia numa peça móvel de metal (fuzil), provocando uma faísca que deflagrava a pólvora, originando o disparo da arma. No século XVII, surgiu a baioneta que consistia numa adaga que era colocada na ponta do mosquete transformando-o numa espécie de lança. Inicialmente colocada no interior do tubo da arma de fogo, mais tarde a baioneta foi aperfeiçoada, passando a ser colocada no exterior do tubo, o que permitia que a arma pudesse ser disparada mesmo com aquela montada. Com a adição do fecho de pederneira e da baioneta, o mosquete transformou-se na espingarda de pederneira. De observar que, em alguns países, a espingarda de pederneira continuou a ser referida como "mosquete" e em outros passou a ser conhecida como "fuzil".
Até à adopção generalizada da espingarda de pederneira, as unidades de infantaria dos exércitos europeus eram compostas por mosqueteiros e piqueiros. Os primeiros - que haviam substituído os antigos arcabuzeiros - efetuavam disparos de mosquete contra o inimigo. Os piqueiros - armados com um pique (uma espécie de lança longa) - combatiam pelo choque, protegendo os mosqueteiros enquanto estes recarregavam as suas armas.
Aparentemente, as primeiras tropas designadas "fuzileiros" foram criadas pelo Rei Luís XIV de França em meados do século XVII e consistiam em companhias montadas, armadas com espingardas de pederneira, destinadas à escolta e disciplina da artilharia. Como era perigoso manter as mechas, dos vulgares mosquetes, acesas perto das bocas de fogo, das suas munições e da pólvora, foi decidido equipar estas tropas com armas de fecho de pederneira. Em 1671, as companhias de fuzileiros de escolta de artilharia dariam origem ao Regiment de Fusiliers du Roi (Regimento de Fuzileiros do Rei), o qual seria já equipado com espingardas de pederneira e baioneta. Este regimento seria, posteriormente, transformado em regimento de artilharia, mas a designação "fuzileiros" seria aplicada aos soldados armados com espingarda de outras unidades.
Na transição do século XVII para o século XVIII, o uso da espingarda de pederneira tinha-se alargado, sendo a mesma empregue por todos os soldados de infantaria, em substituição tanto do mosquete de mecha como do pique. Os soldados assim armados podiam agora combater à distância como os anteriores mosqueteiros, bem como atuar pelo choque combatendo com baionetas, como os anteriores piqueiros. Seguindo o modelo francês, na maioria dos exércitos europeus, os soldados regulares armados de espingarda de pederneira passaram a ser conhecidos como "fuzileiros". Os fuzileiros constituíam a maioria dos efetivos de um regimento de infantaria, formando as suas companhias do centro. Como o nome indica, estas companhias ocupavam o centro das formações de combate de infantaria, constituídas por linhas cerradas que avançavam em direção ao inimigo, efetuando sucessivas descargas de fuzilaria até se aproximarem o suficiente para efetuarem uma carga final à baioneta. Além das companhias de fuzileiros, os regimentos integravam também uma ou mais companhias de flanco, compostas por "granadeiros", "atiradores" ou "caçadores", cujos soldados, apesar das designações diferentes, normalmente estavam também armados com espingardas de pederneira, tendo no entanto um treino superior e usando táticas diferentes.

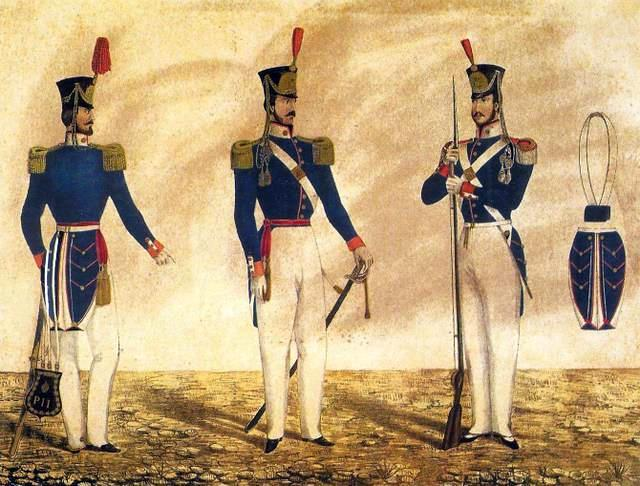
Fuzileiros da Guarda Nacional do Brasil, em 1840.

De observar que o termo "fuzileiro" não foi aplicado da mesma forma em todos os exércitos. Por exemplo, nos exércitos da Prússia e da Rússia, os soldados das companhias do centro dos regimentos de infantaria de linha continuaram a ser designados "mosqueteiros", sendo o termo "fuzileiros" aplicado aos soldados de determinadas unidades de infantaria ligeira. Já no Exército Britânico, o termo "fuzileiros" passou a ser aplicado a algumas unidades apenas como designação honorífica.
Durante o século XIX, à medida que iam sendo generalizadas as armas de cano de alma estriada, que ia sendo desenvolvido o carregamento pela culatra e que eram introduzidos os sistemas de repetição, as antigas táticas da infantaria de linha em formação cerrada foram-se tornando obsoletas. Os fuzileiros foram adoptando cada vez mais as táticas de formação dispersa em linha de atiradores, anteriormente reservadas aos atiradores e outras tropas de infantaria ligeira. Na segunda metade do século XIX, praticamente tinha desaparecido a distinção prática entre fuzileiros e atiradores. Assim, a maioria dos exércitos aboliu formalmente essa distinção nas décadas de 1860 e de 1870. Por tradição, no entanto, alguns exércitos continuaram a usar esse termo para designar os soldados pertencentes a determinadas unidades ou, em alguns casos, a totalidade dos soldados de infantaria. No entanto, os novos fuzileiros, apesar da designação, passaram a combater como atiradores.

## Fuzileiros por países

### Alemanha

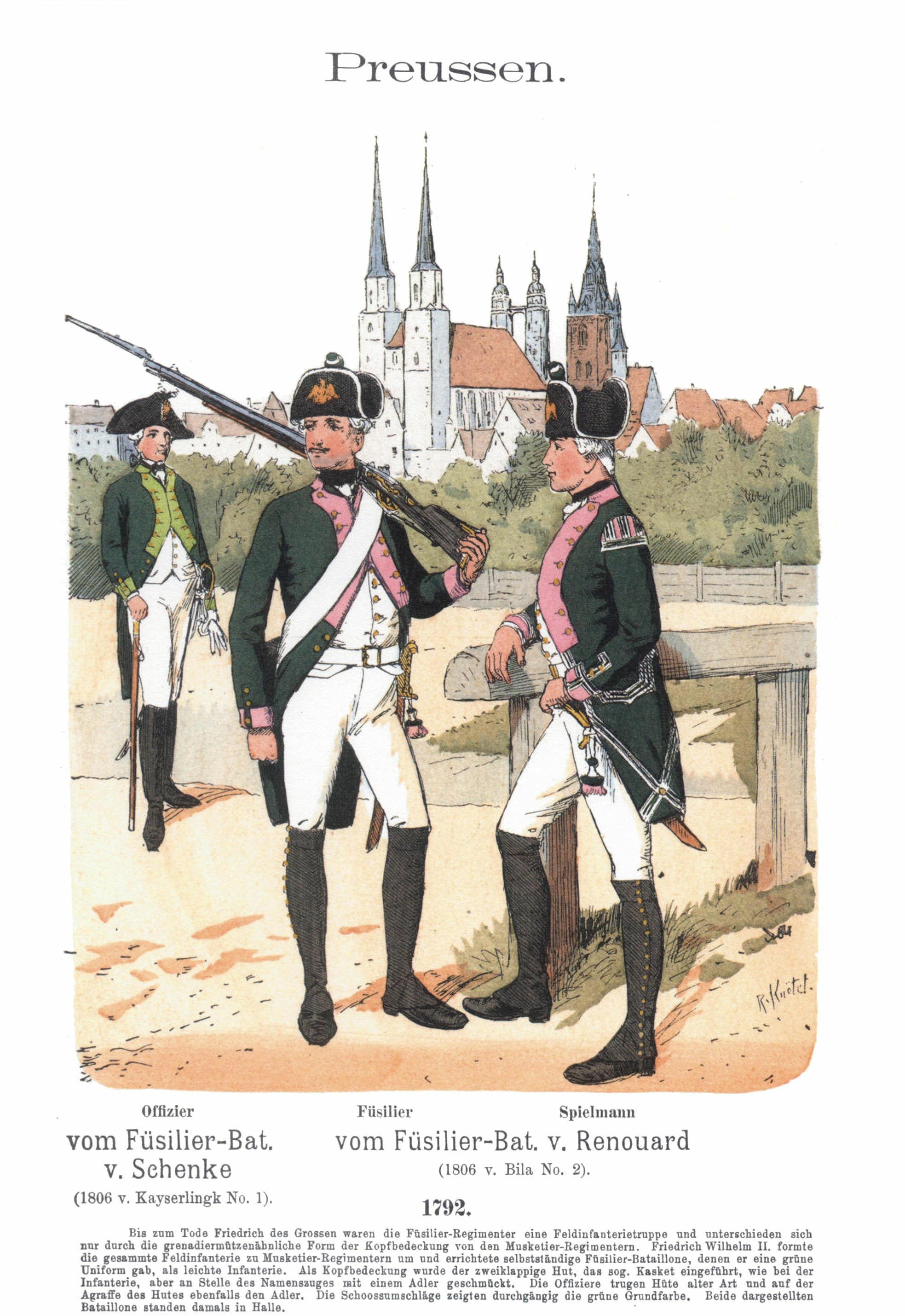
Fuzileiros da Prússia, em 1792

Ao contrário do que era comum na maioria dos restantes exércitos europeus, a Prússia e outros estados alemães não usavam o título "Füsilieren" (fuzileiros) para designar os soldados de infantaria de linha, mas sim para designar um tipo de infantaria ligeira, com características semelhantes às dos Jägers (caçadores) e dos Schützen (atiradores). Os fuzileiros prussianos atuavam como atiradores e fardavam um uniforme verde, sendo organizados como batalhões independentes em 1787.
As reformas do Exército Prussiano de 1808 integraram os fuzileiros nos regimentos de infantaria de linha, como o seu terceiro batalhão, passando a fardar de azul e distinguindo-se por usarem cinturões de couro preto.
No Exército Prussiano de 1870, existiam 11 regimentos de fuzileiros, um dos quais era o Regimento de Fuzileiros da Guarda. Além dos regimentos, todos os terceiros batalhões dos restantes regimentos de infantaria de linha, de granadeiros e da Guarda eram designados "batalhões de fuzileiros". Os fuzileiros estavam armados com o Füsiliergewer (espingarda de fuzileiro), uma versão ligeiramente mais curta da espingarda Dreyse, onde era colocada a Füsilier-Seitengewehr (sabre-baioneta de fuzileiro) em vez da baioneta normal. Apesar de serem, em teoria, atiradores, na prática, os fuzileiros diferiam pouco da restante infantaria, uma vez que já toda ela combatia formada em linha de atiradores.
Na década de 1880, o título "Füsilier" passou a ser, definitivamente, meramente honorífico, perdendo qualquer significado tático, ainda que continuasse a ser associado a uma unidade de elite. Na prática, toda a infantaria alemã se transformou em fuzileiros (no sentido alemão do termo). Todas as unidades de infantaria passaram a ter as características dos fuzileiros, adoptando a linha de atiradores, espingardas mais curtas, sabres-baionetas e equipamento de cabedal preto.
No início da Primeira Guerra Mundial, os vários regimentos de fuzileiros do Exército Alemão não tinham um único item de uniforme ou equipamento que os distinguisse como tal. Alguns regimentos tinham, no entanto, alguns distintivos associados aos fuzileiros, usados apenas no uniforme de cerimónia, como as plumas pretas das coberturas dos membros do Regimento de Fuzileiros da Guarda. Em 1918, existiam 14 regimentos de fuzileiros. Para além destes, existia Regimento de Schützen (Füsilier) n.º 108 da Saxónia que tinha a dupla de classificação de fuzileiros e de Schützen (atiradores), estes considerados uma variante de Jäger (caçadores), usando pois o regimento, um uniforme verde segundo o estilo destes.
Durante a Segunda Guerra Mundial, a Divisão Blindada Großdeutschland incluiu o Panzerfüsilier Regiment (Regimento de Atiradores Blindados) que mantinha as tradições dos antigos fuzileiros alemães. O atual Exército Alemão não usa a designação "fuzileiros".

### Bélgica
O Exército Belga designa genericamente todos os seus soldados de infantaria como "fuzileiro de assalto" ("fusilier d'assaut" em francês e "stormfuselier" em neerlandês). Não existe, contudo, nenhuma unidade com a designação "fuzileiros".
A Marinha Belga tinha uma unidade de fuzileiros encarregue da segurança das bases navais, a qual foi, no entanto, extinta na década de 1990.

### Brasil

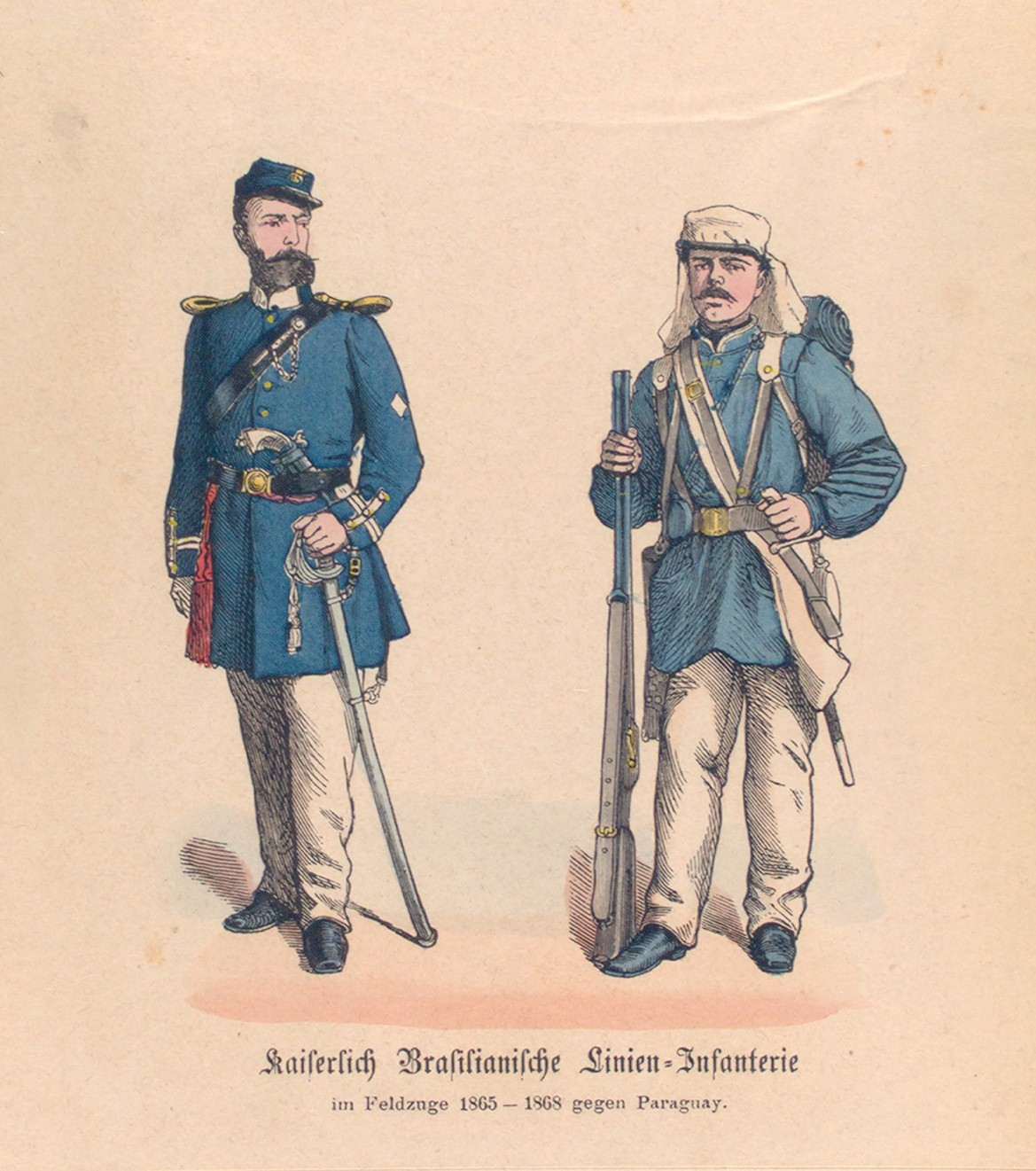
Oficial e soldado fuzileiros do Brasil, em 1867.

No século XVIII e no início do século XIX, as forças terrestres no Brasil seguiam o modelo de organização em vigor no Exército Português, com os fuzileiros a formarem as companhias ordinárias de cada regimento de infantaria. Além das companhias de fuzileiros, cada regimento tinha ainda as companhias graduadas de granadeiros e - a partir de 1796 - de caçadores.
Em 1818, por ordem do Rei D. João VI, aos três regimentos de infantaria do Rio de Janeiro são retiradas as companhias de granadeiros e de caçadores, mantendo-se apenas as de fuzileiros. Sem as companhias graduadas, cada um dos três regimentos transforma-se num batalhão de fuzileiros a seis companhias. As companhias de granadeiros e de caçadores dão, respetivamente, origem a um batalhão de granadeiros e a outro de caçadores. Esta organização, em batalhões independentes de fuzileiros, era peculiar no âmbito do Exército Português, mas será posteriormente adotada no Exército Brasileiro.
Pouco depois do Grito do Ipiranga, o Príncipe D. Pedro de Alcântara aboliu os batalhões de fuzileiros, transformando-os em batalhões de caçadores. Em 1831, os fuzileiros, bem como os granadeiros, são completamente abolidos da infantaria no Exército Brasileiro, que passa a ser composta apenas por caçadores.
Em 1842, voltam a existir fuzileiros no Exército Brasileiro, sendo criados oito batalhões destas tropas, cada qual com oito companhias. Na Guarda Nacional, são também criados batalhões de fuzileiros. Em 1880, acaba a distinção entre fuzileiros e caçadores, passando a infantaria a ser composta exclusivamente por batalhões de infantaria.
Hoje em dia, a designação "fuzileiro" é aplicada aos soldados de infantaria do Exército Brasileiro que servem em subunidades dos batalhões de infantaria que são denominadas "companhia de fuzileiros", os demais são chamados de infantes. Todo batalhão de infantaria do Exército é formado por três ou mais companhias de fuzileiros, (mais uma companhia de comando e apoio e uma base administrativa). Conforme a especialidade do batalhão de infantaria, podem ser militares de elite chamados de "fuzileiros paraquedistas", "fuzileiros de selva", entre outros, mas também tropas convencionais da infantaria tem seus fuzileiros, como os "fuzileiros motorizados" e "fuzileiros blindados", entre outros, ou também são chamados apenas de fuzileiros quando o batalhão de infantaria não tiver qualquer especialidade.
O termo fuzileiro também é utilizado na arma de cavalaria do Exército Brasileiro, nesta arma existem unidades denominadas "Regimento de cavalaria blindado", algumas subunidades que formam todos os regimentos de cavalaria blindado são os "esquadrões de fuzileiros", e seus integrantes também são chamados de "fuzileiros blindados" assim como os fuzileiros dos batalhões de infantaria blindado. Estes fuzileiros tem em comum o fato de serem transportados por viaturas blindadas de transporte de pessoal. Os militares de cavalaria que não servem nos esquadrões de fuzileiros são chamados de cavalarianos, vale ressaltar que a cavalaria do Exército também tem muitas unidades denominadas "Regimento de carros de combate" e "Regimento de cavalaria mecanizado", porém estas unidades não possuem subunidades chamadas esquadrões de fuzileiros, são chamadas de esquadrões de carros de combate e de blindados respectivamente.
A designação "fuzileiro naval" é aplicada aos soldados de infantaria da Marinha do Brasil. Os fuzileiros navais brasileiros têm origem no contingente da Brigada Real da Marinha que chegou ao Brasil em 1808, com a Família Real Portuguesa. Em 1932, passaram a constituir o Corpo de Fuzileiros Navais. Todos os soldados da infantaria naval brasileira são chamados de "fuzileiros navais", mesmo os que servem em unidades que não são de infantaria, como o Batalhão de Artilharia de Fuzileiros Navais e o Batalhão de Engenharia de Fuzileiros Navais, todos os fuzileiros navais são militares de elite.
Na infantaria da Aeronáutica o termo fuzileiro nunca foi utilizado porque as subunidades destes batalhões de infantaria não são chamadas de companhias de fuzileiros como é feito no Exército, na Aeronáutica são chamadas apenas de companhias de infantaria, por isso seus militares são chamados de infantes.

### Canadá
A milícia das Forças Armadas do Canadá inclui cinco regimentos de fuzileiros que seguem a tradição britânica. Além destes, uma unidade das forças ativas, o Royal 22e Régiment, apesar de não ser considerado um regimento de fuzileiros, usa um uniforme cerimonial de fuzileiros devido à sua ligação antigo regimento britânico dos Fuzileiros Reais Galeses.

### França
Tradicionalmente, o Exército Francês usou o título "fuzileiros" para designar a infantaria de linha ordinária, por oposição às tropas de elite como os granadeiros, os caçadores, os carabineiros, os atiradores e os voltigeurs. A distinção entre aqueles tipos de tropas foi, contudo, abolida em 1870, passando todas a ser genericamente designadas "infantaria".
Hoje em dia, apenas a Marinha e a Força Aérea usam o título "fuzileiros". As tropas de infantaria da Marinha são designadas "fusiliers marins" (fuzileiros marinheiros) e as tropas terrestres da Força Aérea são designadas "fusiliers commandos de l'air" (fuzileiros comandos do ar).

### Portugal

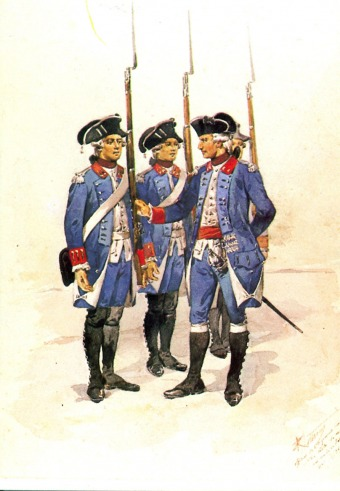
Oficial e soldados fuzileiros do Regimento de Infantaria da Corte do Exército Português, em 1762.

Com a introdução da espingarda em substituição do mosquete e do pique, a designação "fuzileiro" passou a ser usada como título do soldado comum de infantaria do Exército Português, à semelhança da generalidade dos outros exércitos europeus. Durante o século XVIII, na maioria das organizações do Exército, os fuzileiros constituíam nove das dez companhias dos regimentos de infantaria, sendo a restante de granadeiros. As companhias de fuzileiros eram também designadas "companhias ordinárias", por oposição à de granadeiros, considerada a "companhia graduada".
Em 1796, os regimentos de infantaria são reorganizados, sendo uma das companhias de fuzileiros substituída por uma da caçadores. Com a criação de batalhões de caçadores independentes em 1808, a companhia de caçadores irá ser substituída por uma segunda companhia de granadeiros.
Em 1834, a segunda companhia de granadeiros dos regimentos de infantaria será substituída por uma de atiradores. Nos sucessivos uniformes introduzidos a partir desse ano, os fuzileiros passarão a distinguir-se pelo uso de um penacho branco na sua cobertura, enquanto que os granadeiros e os atiradores usam, respetivamente, penachos vermelhos e verdes. Para além disso, os fuzileiros usam estrelas como emblemas, usando os granadeiros e atiradores, respetivamente, granadas e cornetas.
No final da década de 1860, em virtude de estar já generalizada a tática de atiradores a toda a infantaria, acaba a distinção entre fuzileiros, granadeiros e atiradores, passando todos a ser genericamente designados como "infantaria". No século XX, em virtude da tática usada, todos os soldados de infantaria do Exército Português passarão a ser designados "atiradores".
O título "fuzileiros" era também usado para designar os soldados das companhias ordinárias dos regimentos de infantaria da Armada. Em 1797, os dois regimentos de infantaria e o Regimento de Artilharia da Marinha são fundidos na Brigada Real de Marinha, uma unidade composta por tropas de infantaria, de artilharia e de artífices navais. As tropas de infantaria formam um regimento designado "Divisão de Fuzileiros Marinheiros". Durante o século XIX e início do século XX, a infantaria da Marinha será reorganizada várias vezes, com diversas designações. Em 1961, as forças de infantaria naval são reativadas a título permanente, sendo criados destacamentos de fuzileiros especiais para ações ofensivas e companhias de fuzileiros navais para ações defensivas. Em 1975, as diversas unidades de fuzileiros da Marinha foram agrupadas no Corpo de Fuzileiros.
Hoje em dia, nas Forças Armadas Portuguesas, a designação "fuzileiro" é apenas aplicada aos soldados de infantaria da Marinha.

### Países Baixos
O Exército dos Países Baixos mantém o Garderegiment Fuseliers Prinses Irene (Regimento de Guardas Fuzileiros Princesa Irene), que é um dos dois regimentos de infantaria da guarda real.

### Reino Unido

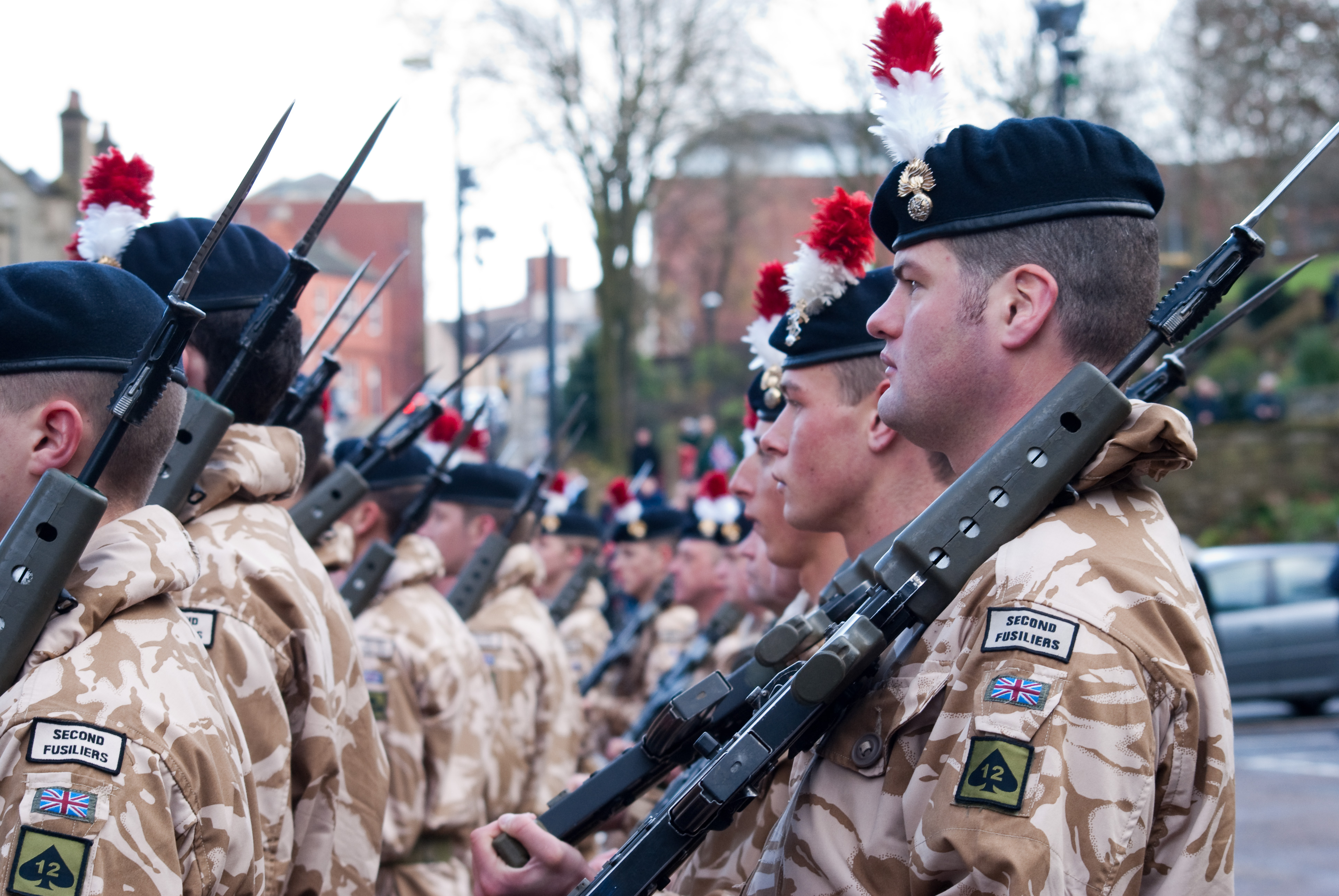
Soldados britânicos do Regimento Real de Fuzileiros

Os fuzileiros originais do Exército Britânico integravam o Royal Regiment of Fuzileers (Regimento Real de Fuzileiros) levantado em 1685, segundo o modelo do Regimento de Fuzileiros do Rei francês. Tal como os seus correspondentes franceses, os fuzileiros britânicos destinavam-se a escoltar a artilharia e a manter a disciplina entre os seus condutores civis. Este regimento passaria depois a ser uma pura unidade de infantaria.
A designação "fuzileiros" foi subsequentemente aplicada a vários outros regimentos de infantaria, durante os séculos XVIII e XIX. Contudo, a designação era apenas uma distinção histórica, não estando associada a qualquer função ou tipo de armamento especiais, já que toda a infantaria passou a estar armada com mosquetes de pederneira e baioneta. Em 1865, foi autorizado o uso de coberturas distintivas aos membros dos regimentos de fuzileiros do Exército Britânico, que consistiam em colbaques de pele de guaxinim para os praças e em barretinas de pele de urso - semelhantes às dos Guardas a Pé - para os oficiais. O emblema dos fuzileiros consistia numa granada flamejante, onde era colocado o distintivo individual de cada regimento. Depois da Segunda Guerra dos Boers, todos os regimentos de fuzileiros passaram a ostentar a pluma vermelha e branca de cobertura de cabeça, até aí apenas usado pelos Fuzileiros de Northumberland.
No início da Primeira Guerra Mundial, o Exército Britânico incluía nove regimentos de fuzileiros. Entre 1920 e 2006, uma série de fusões e de reorganizações levou à extinção da maioria dos regimentos de fuzileiros, hoje apenas se mantendo o The Royal Regiment of Fusilieers, criado em 1968, a partir de quatro antigos regimentos. Para além daquele, alguns batalhões de outros regimentos de infantaria mantêm o título e as tradições de fuzileiros.

### Suíça
A maioria dos modernos batalhões de infantaria do Exército Suíço são designados "batalhões de fuzileiros". Além disso, o posto de soldado de infantaria é designado "fuzileiro".